# 與那國町
與那國町（日语：／ Yonaguni chō */?，琉球語：／ ）是位於日本琉球列島八重山群島的與那國島的行政區劃，屬沖繩縣八重山郡，為全日本最西端的市町村級行政區劃。當地以與那國島海底遺跡而聞名，距臺灣僅108公里。

## 地理
與那國島為日本最西端的領土，位於石垣島和台灣的中間點，是日本離台灣最近的領土以及行政區劃。島上最西端的久部良西崎設有「日本最西端的地」石碑，其附近山丘甚至能收到台灣的廣播、電視和電訊訊號。 
島上的西側三分之一領空屬於台灣的防空識別區及飛航情報區，形成日本的領空不屬日本管制的現象。從石垣島方向飛來的飛機，必須先進入台灣的防空識別區再降落於島上。
以下为与那国岛与周邊各主要城市之距离（由近至遠）：
- 蘇澳鎮烏石鼻：108公里
- 石垣市：117公里
- 花蓮市：144公里
- 臺北市：160多公里
- 那霸市：509公里
- 香港：951公里
- 马尼拉市：1124公里
- 东京都：2112公里

河川
- 田原川

## 歷史
- 1522年：琉球王國軍隊進入，投降後成為琉球王國領土。
- 1872年：日本吞併琉球王國，劃日本琉球藩的領地。
- 1879年：日本廢除琉球藩建制，改設沖繩縣，成為沖繩縣的轄區。
- 1896年4月1日：沖繩縣實施郡區制，屬於八重山郡轄下「與那國島」之行政區。
- 1908年4月1日：沖繩縣實施町村制，八重山郡轄下之3間切1島合併為八重山村，此時全八重山全島全部隸屬八重山村之管轄。
- 1914年4月1日：八重山村被分割為四村後，成立與那國村。
- 1948年12月1日：改制為與那國町。

### 人口變遷
- 1980年	2,119人
- 1985年	2,054人
- 1990年	1,833人
- 1995年	1,801人
- 2000年	1,852人
- 2005年	1,796人

總務省統計局 / 人口普查（2005年）

## 與台灣之關係

### 國境交流特區提案
由於與那國島毗鄰台灣島，太平洋戰爭後，引起「回歸日本」、「併入台灣」和「獨立」三種爭論，最後町民決議，歸屬日本。
2004年日本首相小泉純一郎推動地方交付稅改革，地方稅遭削減了20％，又削減各漁業團體的補助，導致與那國町財政出現困難。2005年4月5日，與那國町通過「自立自治」宣言，決議的主張包括四個重點：

1. 獨立發行與那國島自己的「國境交流特區專用護照」。
2. 和姊妹市花蓮市發行共同流通的貨幣。
3. 與花蓮港進行直航。
4. 台灣人到與那國島可以免簽證免證照之查驗。

但因為日本政府的反對，此決議最終並沒有任何進展。

### 與花蓮之合作
因此與那國町便改為加強與姐妹市花蓮市的交流，於2007年5月28日在花蓮成立「與那國駐花蓮市連絡辦事處」，其功能包括： 
1. 與花蓮市公所的對口單位。
2. 與那國町民的領事業務。
3. 町的通商、經濟代表處。
4. 町的旅遊宣傳局。

花蓮和與那國町之間曾有包機直航，於2008年7月4日復興航空GE6902/GE6901航班首航。2023年6月，與那國町表示正與日本中央政府申請海關、入國管理等措施，並計畫於2024年3月進行兩次花蓮—與那國島雙邊「高速交通船」試航，預計對象為雙邊政府關係人士共50人。

## 交通
島上對外交通仰賴定期班機往返石垣機場及那霸機場，及定期渡輪往返石垣港。島內則以巴士、計程車、出租汽車為主。

### 道路
- 沖繩縣道216號與那國島線（日语：沖繩縣道216號與那國島線）
- 沖繩縣道217號與那國港線（日语：沖繩縣道217號與那國港線）

### 港口
島上的久部良港有福山海運經營的每周兩次與那國渡輪往返石垣港，單程時間約4小時30分；另有不定期航班前往那霸港。
祖內港 過去曾經有由有村產業所經營的客貨兩用輪「飛龍丸」（HIRYU）往返那霸、宮古島、石垣、台灣基隆及「飛龍21丸」往返台灣高雄，但於2008年6月由於不堪虧損而停止營運。

### 路線公車
- 與那國交通

### 機場
- 與那國機場

## 觀光景點
- 東崎（日语：東崎）
- 西崎 - 日本最西端之岬
- 立神岩
- 軍艦岩
- 久部良割
- 「小孤島大醫生電視劇」景點
- サンニヌ台
- 十山神社 - 日本最西端神社

### 海底遺跡
位於與那國島南部新川鼻沖海底發現的海底地形。這一區域擁有大量規則的巨石群，因此部分學者認為這並非自然形成，而是人工加工而成，並將其稱之為與那國海底遺跡、與那國島海底遺跡。

## 藝廊

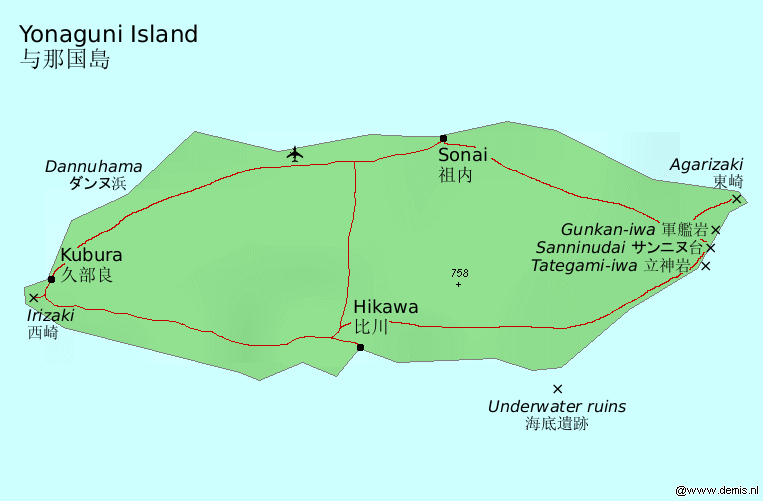
與那國島
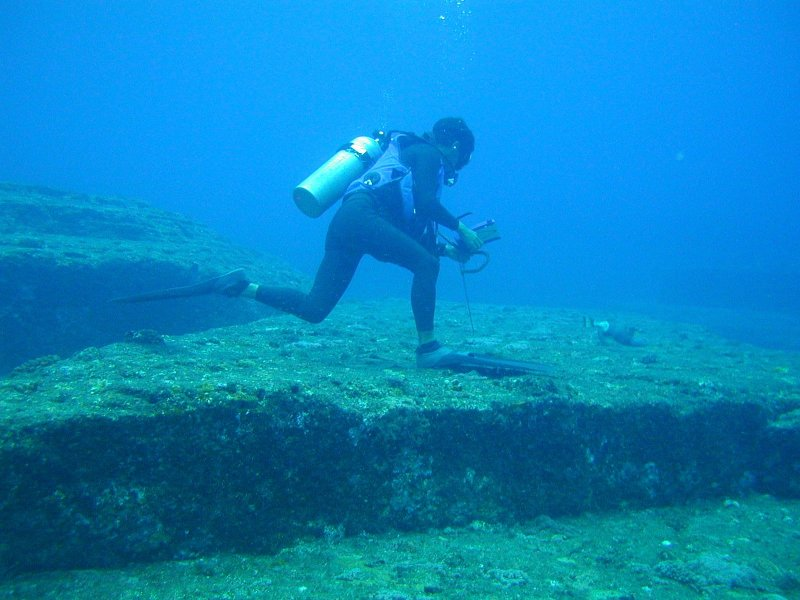
與那國島的海底遺跡
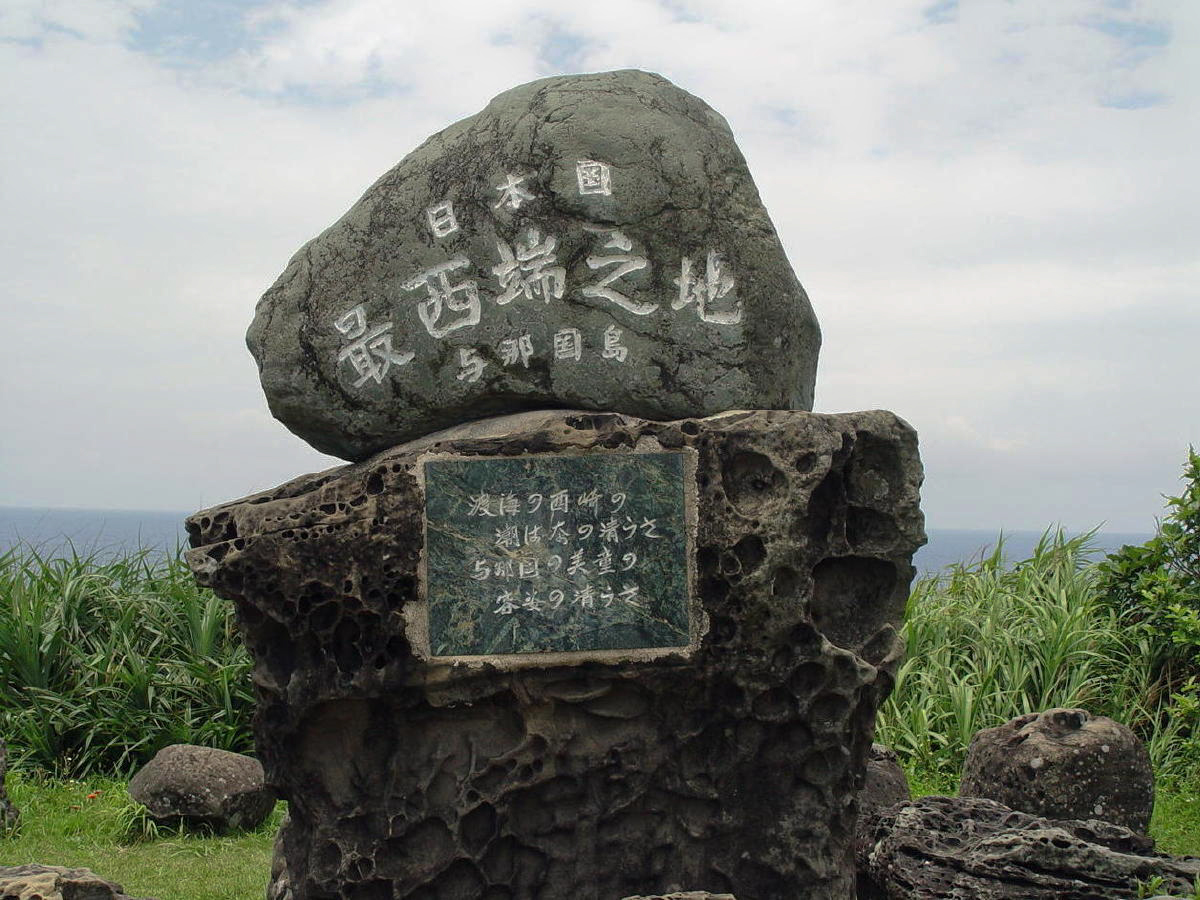
日本最西端之地碑正面
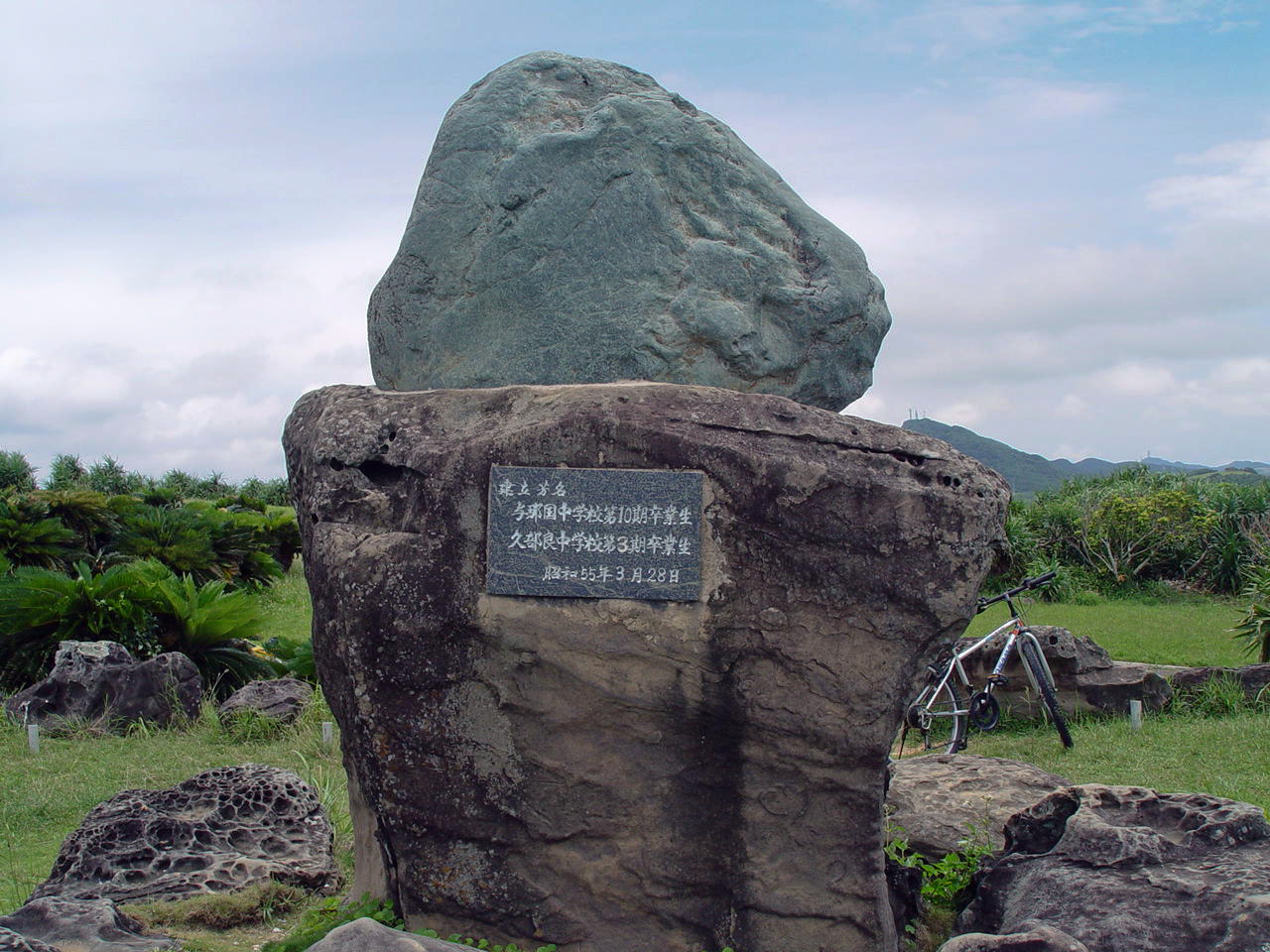
日本最西端之地碑背面
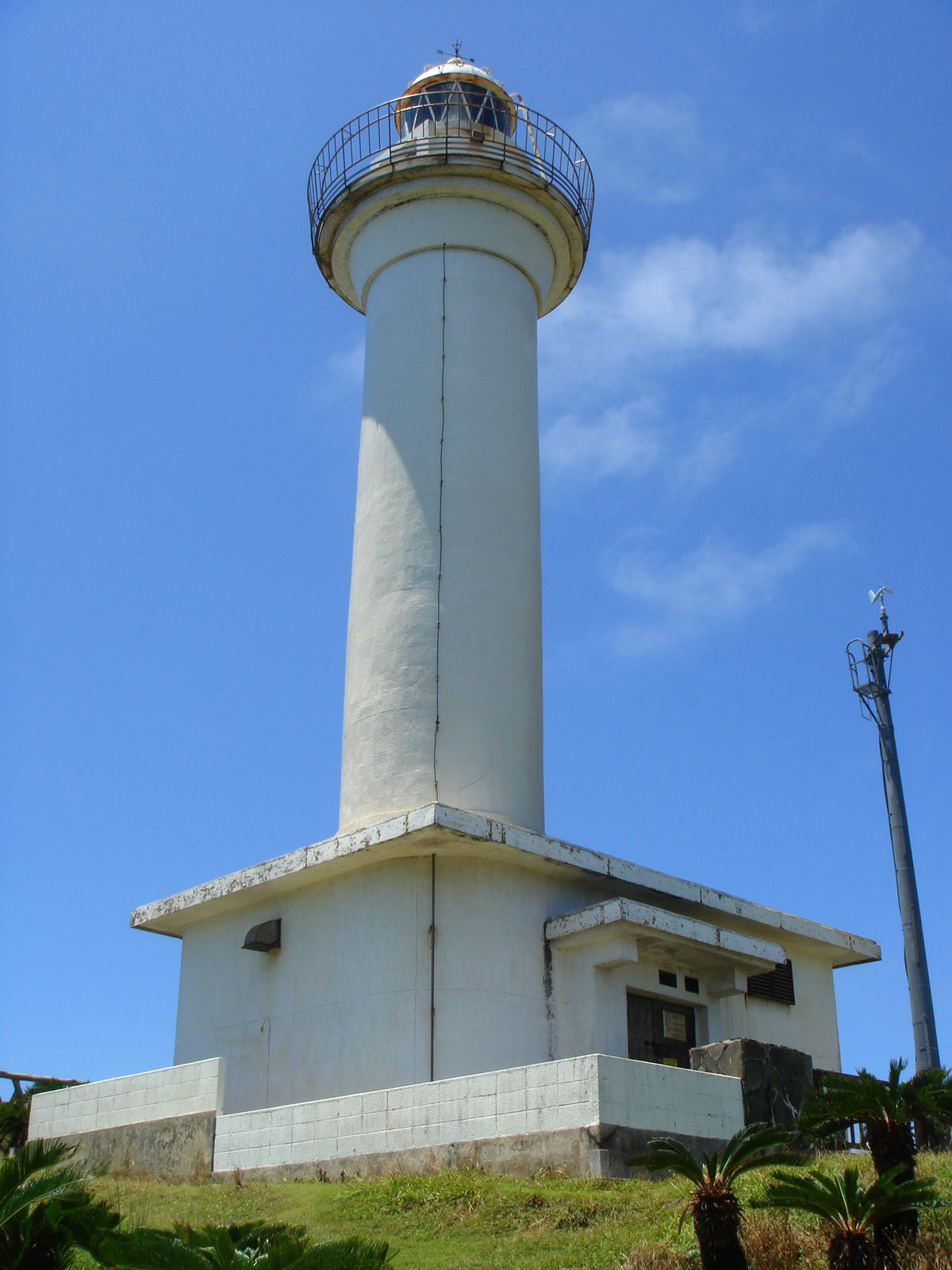
西崎燈塔
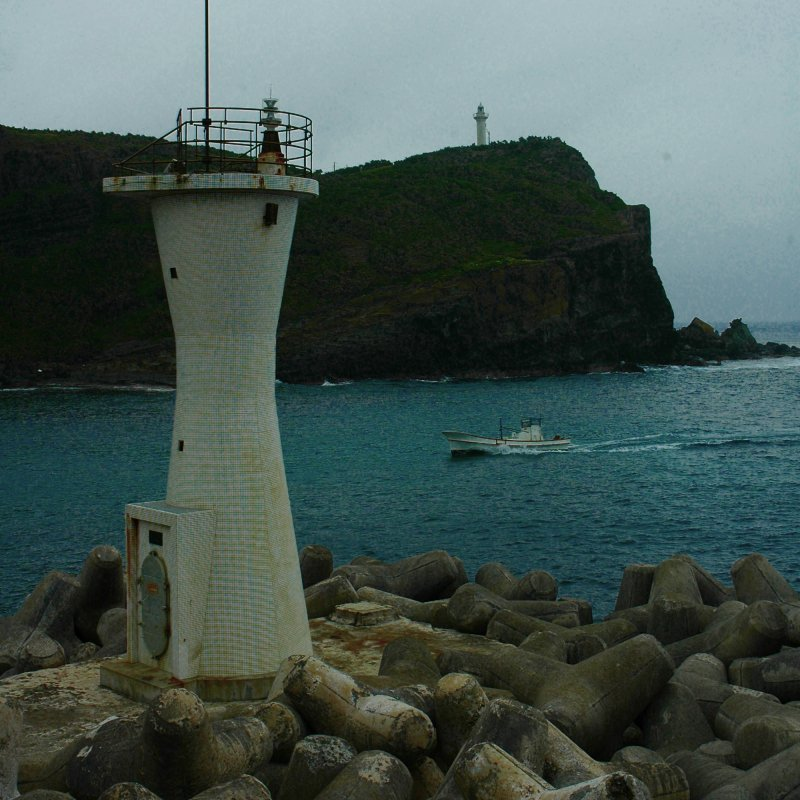
遠眺西崎燈塔

## 教育

### 中學校
| - 與那國町立與那國中學校 （页面存档备份，存于） | - 與那國町立久部良中學校 |

### 小學校
| - 與那國町立與那國小學校 （页面存档备份，存于） - 與那國町立比川小學校 | - 與那國町立久部良小學校 |

## 姊妹市

### 海外
- 臺灣花蓮市（臺灣的三級行政區和與那國町相等）

## 外部連結
- （日語） 官方网站
- （日語）維客旅行上的與那國町
- （日語） 與那國町商工會
- （日語） 第１８回日本最西端與那國島國際釣旗魚大會 （页面存档备份，存于）
- OpenStreetMap上有關與那國町的地理